# 西川純代
西川 純代（にしかわ すみよ、1945年2月20日 -）は元日劇ダンシングチーム所属のダンサー。

## 経歴
1945年福井県生まれ。東宝芸能学校卒業後、1962年日劇ダンシングチームに入団した。
1965年頃からチームの解散まで、所属チームの公演では彼女が主演の殆どを務めた。
日劇ダンシングチーム解散後は、バレエの指導や振り付けを行っている。